# Spondylurus monae
Spondylurus monae — вид сцинкоподібних ящірок родини сцинкових (Scincidae). Ендемік Пуерто-Рико. Описаний у 2012 році.

## Поширення і екологія
Spondylurus monae є ендеміками острова Мона. Вони живуть в сухих чагарникових і опунцієвих заростях та в сухих тропічних лісах.

## Збереження
МСОП класифікує цей вид як такий, що перебуває на межі зникнення. Spondylurus monae загрожує знищення природного середовища, а також хижацтво з боку інтродукованих тварин.